# Mojanda
Mojanda är ett berg i Ecuador. Det ligger i den centrala delen av landet, 50 km nordost om huvudstaden Quito. Toppen på Mojanda är 4 263 meter över havet, eller 1 300 meter över den omgivande terrängen. Bredden vid basen är 18,2 km.
Terrängen runt Mojanda är huvudsakligen bergig, men den allra närmaste omgivningen är kuperad. Runt Mojanda är det ganska tätbefolkat, med 172 invånare per kvadratkilometer. Närmaste större samhälle är Otavalo, 11,6 km norr om Mojanda. I omgivningarna runt Mojanda växer i huvudsak städsegrön lövskog.